# Sophie Fjellvang-Sølling
Sophie Amalie Norden Fjellvang-Sølling (født 25. april 1981) er en dansk skicross-løber.

## Karriere
Fjellvang-Sølling, som er medlem af Københavns Skiklub, er vokset op i Hellerup. Hun startede med alpint skiløb, da hun var 12 år. Tre år efter blev hun udtaget til det danske juniorlandshold. I 1997 deltog hun som den første danske pige i Ungdoms Vinter OL. Som 16-årig flyttede hun til Lillehammer for at starte på Norges Topidræts Gymnasium. Hun boede otte år i Norge fra 1997-2005. Hun har 16 guldmedaljer fra Danmarksmesterskaber i storslalom, slalom og Super-G og kørte i den alpine world cup (storslalom) i fem sæsoner og deltog ved VM i St. Moritz (2003), Bormio (2005) og Åre (2007). Målet var at kvalificere sig til OL i Torino 2006. Hun lykkedes ikke med sit mål og måtte revurdere sin skikarriere. Det resulterede i et skift til den nye OL disciplin ski cross.
Fjellvang-Sølling deltog i 2007 i ski cross-VM i Italien, hvor hun i tidskvalifikationen blev nummer fem, og endte som nummer ni overall. Efter dette resultat skruede hun ned for tandlægestudiet for at satse 100 % på at etablere sig i worldcuppen og vinde en medalje til OL 2010.

### OL 2010
Ni måneder før OL var det nærmest utænkeligt, at hun overhovedet kunne deltage ved vinter-OL i Vancouver. På det tidspunkt havde hun lige brækket ryggen og stod foran et langt genoptræningsforløb. Men hun kom tilbage og nåede sitt hidtil bedste resultat med en 4. plads i worldcuppen i San Candido, Italien i december 2009.
Da det danske OL-hold gik ind på BC Place Stadium til åbningen af vinter-OL, gik Fjellvang-Sølling i spidsen som fanebærer.
Ved Vinter-OL 2010 i Vancouver, blev hun slået ud i 1/8-finalen (heat 6) med en samlet 21.-plads ud af 35. Hendes bedste tid var 1:20,41 min.

### Andre mesterskaber
Udover sine alpine og skicross mesterskaber har Fjellvang-Sølling et guld og tre sølv ved Danmarksmesterskaberne i telemark.

## Andre aktiviteter
Fjellvang-Sølling er uddannet tandlæge fra Panum Instituttet i København.
Fjellvang-Sølling deltog og vandt i 8. sæson af Vild med dans sammen med Silas Holst.

## Privat
Fjellvang-Sølling var gift med Nikolaj Fjellvang-Sølling (4. januar 1976 - 28. april 2012) indtil hans død. Sammen har de en søn.
Fjellvang-Sølling dannede par med Casper Barfoed. De blev gift i 2018, men blev skilt i 2021. Sammen har de to børn og Casper adopterede sønnen, Maximillian, i forbindelse med, de blev gift..